# Jacob Mulenga
Jacob Mulenga (Kitwe, Zambia, 12 de febrero de 1984) es un exfutbolista zambiano que jugaba de delantero.

## Selección nacional
Fue internacional con la selección de fútbol de Zambia en 41 ocasiones y anotó 9 goles.

## Clubes
| Club                           | País         | Año       |
| ------------------------------ | ------------ | --------- |
| Afrisport Zambia Kitwe         | Zambia       | 2002-2004 |
| L. B. Châteauroux              | Francia      | 2004-2009 |
| R. C. Estrasburgo (cedido)     | Francia      | 2007-2008 |
| F. C. Utrecht                  | Países Bajos | 2009-2014 |
| Adana Demirspor                | Turquía      | 2014-2015 |
| Shijiazhuang Ever Bright F. C. | China        | 2015-2017 |
| Liaoning Whowin                | China        | 2018-2019 |
| Go Ahead Eagles                | Países Bajos | 2020-2022 |